# Iphimedia rickettsi
Iphimedia rickettsi är en kräftdjursart som först beskrevs av Robert Alan Shoemaker 1931.  Iphimedia rickettsi ingår i släktet Iphimedia och familjen Iphimediidae. Inga underarter finns listade i Catalogue of Life.